# Ataenius pseudostercorator
Ataenius pseudostercorator är en skalbaggsart som beskrevs av Zdzisława Stebnicka 2003. Ataenius pseudostercorator ingår i släktet Ataenius och familjen Aphodiidae. Inga underarter finns listade.